# مجاورت (فیلم ۲۰۰۰)
مجاورت یا نزدیکی (به انگلیسی: Proximity) فیلمی محصول سال ۲۰۰۰ و به کارگردانی اسکات زیل است. در این فیلم بازیگرانی همچون راب لو، جاناتان بنکس، کلی روان، ترنس سی کارسون، جو سانتوس، مارک بون جونیور و جیمز کابرن ایفای نقش کرده‌اند.